# Los Cheyenes
Los Cheyenes fueron una banda española de rock formada en la ciudad de Barcelona por los hermanos Roberto y Joselín Vercher (guitarra solista y bajo, respectivamente), José María Garcés (guitarra rítmica y coros) y Ramón Colom (batería). Extremandamente jóvenes, en el momento de su aparición (1964) sus edades oscilaban entre los quince años de Joselín Vercher y los diecinueve de Roberto.

## Biografía
Su sonido áspero, distorsionado y sucio se diferenciaba notablemente del beat entonces en vigor en el panorama musical del país. Influenciados por grupos británicos como The Kinks, The Animals o The Rolling Stones, se les considera, junto a bandas como Los Polares, Los No, Los Huracanes o Los Salvajes, un precedente español de lo que luego se ha llamado Garage rock. 
Aparte de eso, en su día fueron especialmente célebres por la longitud de sus melenas, lo que los llevó a ser vetados en la televisión (incidente que ellos mismos aprovecharon como forma de promoción).
Su primer disco (un Ep con cuatro canciones titulado "El Estallido" y publicado a principios de 1965) tuvo bastante éxito y entró en las listas de ventas, quizás porque, junto a tres temas de rythm and blues bastante áspero (entre los que había una versión del "Come On Now" de sus admirados The Kinks), incluía un cuarto de carácter más comercial, en la onda beat entonces de moda y con cierto aire castizo, titulado "Válgame la Macarena". En cualquier caso, ya desde el primer momento su estilo quedó definido con nitidez.
Entre 1965 y 1966 publicaron otros dos EP y un sencillo en los que predominaron siempre las composiciones propias (sólo grabaron dos versiones, una de ellas la ya mencionada de The Kinks; y la otra un tema inusualmente "garajero" de un grupo tan melódico y pop como The Hollies). Cantando exclusivamente en castellano, su sonido fue decantándose cada vez más claramente hacia el rythm and blues y un rock directo y "sucio".
A finales de 1966, Roberto Vercher, guitarra solista y voz, tuvo que incorporarse a filas para realizar el servicio militar obligatorio, siendo sustituido por un nuevo vocalista llamado Michel y un guitarra de nombre José Luis Moro. Reconvertidos en quinteto, publicaron, ya en 1967, un nuevo sencillo. Según la crítica musical de la época, en ese año su sonido evolucionó (sin duda influidos por la recién aparecida Psicodelia) hacia un Blues rock distorsionado en la onda de lo que hacían bandas británicas como The Cream o The Jimi Hendrix Experience. En cualquier caso, no dejaron constancia grabada de ello. 
Su canción "He perdido este juego" también sonó en la banda sonora de la película Amor a la española, rodada durante 1966. 
Cuando a finales de 1967 Roberto Vercher volvió a incorporarse al grupo, siguieron actuando durante unos pocos meses y, finalmente, se disolvieron.
Sólo dos de sus miembros, Joselín Vercher y Ramón Colom, siguieron relacionados con el mundo de la música, formando parte (ya en los años 70-80) de un grupo llamado La Salseta del Poble Sec.

## Discografía
- Ep: El Estallido - "Válgame la Macarena / No me esperes / Ven ahora / Lloré por Ti" (RCA, 1965).
- Ep: "Conoces el final / Y olvídame / Devuélveme el corazón / ¿Por qué te fuiste?" (RCA, 1965).
- Ep: "No pierdas el tiempo / Estoy triste / Bla, bla, bla / Eres como un sueño" (RCA, 1966).
- Single: "He perdido este juego / Tú no viniste a mí" (RCA, 1966).
- Single: "Borrachera / Siguiendo al sol" (RCA, 1967).
- LP: "Los Cheyenes. Todas sus grabaciones" - Recopilatorio (Alligator Records, 1986).
- Cd: "Los Cheyenes. Pop español de los 60" - Recopilatorio (BMG-RCA, 1997).
- Cd: "Los Cheyenes. Sus singles y Ep's en RCA" - Recopilatorio (Rama Lama Records, 1999).